# Erik Lovisin
Erik Lovisin, född i Södertälje (födelseåret okänt, sannolikt 1640-talet), död 18 maj 1693, var en svensk friherre och ämbetsman. Han var farfar till Erik Jakob Lovisin.

## Biografi
Lovisin var son till Olof Eriksson Lovisinius, som var borgmästare i Södertälje, och senare assessor i Svea hovrätt och häradshövding över Frösåkers härad.
Efter studier vid Uppsala och Greifswalds universitet blev Lovisin 1666 auskultant och 1671 notarie i Svea hovrätt. 1674 blev han advokatfiskal i och adlades 1675 med bibehållande av sitt namn, Lovisin. Han introducerades dock aldrig på Riddarhuset som adelsman. År 1676 utnämndes han till revisionssekreterare och 1687 till landshövding i Östergötlands län  samt blev samma år friherre.
Lovisin räknades som en duglig ämbetsman och en av de främsta för att förverkliga Karl XI:s planer. Han var sekreterare i Stora kommissionen över förmyndarstyrelsen och ledamot av dennas fortsättning, Kammarkommissionen, samt tillhörde 1684-85 års Kyrkoordningskommission och den 1686 tillsatta Lagkommissionen. Efter hand förvärvade han en ganska stor förmögenhet; dock hade han redan under danska kriget haft möjlighet att på egen bekostnad utrusta åtskilliga ryttare och dragoner samt att ge kronan kontanta förskott.
År 1693 bildade han ett släktfideikommiss av sin egendom Brandalsund, i Ytterjärna socken i Öknebo härad, Stockholms län, som stannade i släktens ägo till 1908.

### Familj
Lovisin gifte sig 1668 med Catharina Lenström, dotter av lärftskrämaren Nils Joensson Hallberg och Brita Michelsdotter i Stockholm. De fick tillsammans barnen Brita Lovisin (1669–1753) som var gift med sekreteraren Johan Grubbensköld, assessorn Erik Lovisin (1671–1715) i Svea hovrätt, Catharina Lovisin (1671–1707) som var gift med överstelöjtnanten Johan Gripenwaldt, Olof Lovisin (född 1673), Anna Catharina Lovisin (född 1676), kaptenen Olof Lovisin (1678–1704) i Livdragonregementet, Christina Lovisin (1679–1743) som var gift med överstelöjtnanten Frans Johan Crusebjörn, ryttmästaren Nils Lovisin (1680–1704) vid Livregementet till häst, Anna Lovisin (1681–1749) som var gift med riksrådet Gustaf Palmfelt, Margareta Lovisin (1683–1743) som var gift med presidenten Carl Frölich, Carl Lovisin (född 1684) och överstelöjtnanten Jakob Lovisin (1690–1734).